# Vít Horký
Vít Horký je český manažer, zakladatel startupu Brand Embassy, zakladatel neziskové organizace Czech Founders z.ú a spoluzakladatel a generální partner Czech Founders VC. V roce 2008 absolvoval soukromou univerzitu Prague College, ve studiu pokračoval na Teesside University v Anglii, kde získal titul bakaláře v roce 2009.
V roce 2005 jako 17letý založil firmu Inspiro, kterou v roce 2014 koupila Kindred Group a později třetí největší globální agentura Publicis Groupe. V listopadu 2018 vydal knihu o klientském servisu Customer Service in the Transhuman Age.
Vítovou misí je podporovat českou podnikavost a vytvářet tak angažovanější a odolnější společenské prostředí.
Vedle toho se věnuje také neziskovým aktivitám. Byl spoluzakladatelem platformy Moonshot Platform, která propojuje inovátory s pozitivním dopadem na společnost, při platformě současně figuruje jako board member. Tuto funkci zastává i v projektu Můžeš podnikat, který inspiruje studenty k podnikavosti, a na Základní škole FLOW, jejímž cílem je připravit děti na rychle se měnící svět a budoucnost plnou neznáma. Působí také jako non executive board member v mezinárodní nadaci OSF (Open Society Foundations) a jako supervisor boardu v rámci Mezinárodní ceny vévody z Edinburghu.

## Brand Embassy
V roce 2011 se společníkem Damianem Brhelem založil technologickou firmu Brand Embassy zaměřenou na digitalizaci řízení vztahů se zákazníky. Vytvořila software, který integruje dotazy zákazníků ze všech digitálních kanálů - e-mail, live chat, videochat, zprávy přes Facebook, WhatsApp atd. Firma rostla a získala významné zákazníky. V květnu 2019 ji odkoupila izraelská softwarová firma NICE, která je členem americké burzy NASDAQ. Během desetileté existence Brand Embassy prošlo firmou více než 100 zaměstnanců a měla pět poboček po světě – s podporou VC investic v celkové výši sedm milionů dolarů. 

## Czech Founders
V roce 2019 Vít spoluzaložil neziskovou organizaci Czech Founders. Jejím cílem je pomoci dalším podnikatelům a přinést do českého byznysu prostor pro inovace a komunitní podporu pod jednou značkou. V roce 2022 proběhl průřezový průzkum v komunitě, který vedl ke zjištění vysoké potřeby řešení potíží s early-stage financováním do startupů. Proto byla záhy založena investiční společnost Czech Founders VC a Vít Horký se stal jedním z jejích tří generálních partnerů. 